# آمپودیا

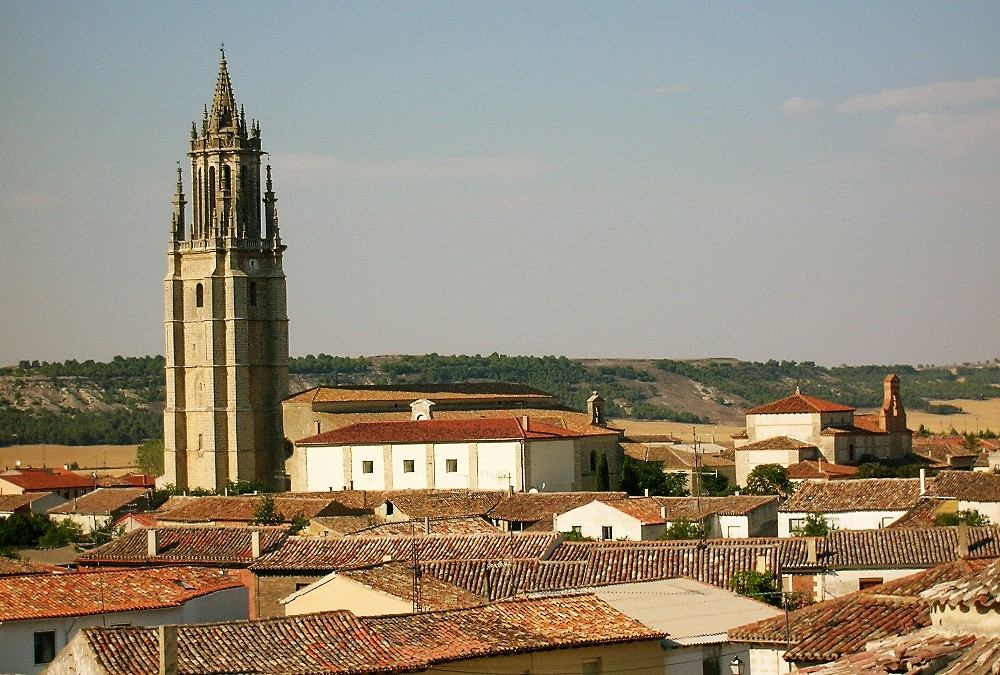

آمپودیا (به اسپانیایی: Ampudia) یک شهرستان در اسپانیا است که در استان پالنسیا واقع شده‌است.

## خصوصیات
آمپودیا ۱۳۳ کیلومترمربع مساحت و ۶۷۷ نفر جمعیت دارد.